# شولم
شولم، روستایی از توابع بخش مرکزی شهرستان فومن در استان گیلان ایران است، در امتداد جاده شولم روستای کوچکتری به نام شولم رودبار (شولمه ربار) قرار دارد.

## جمعیت
این روستا در دهستان گشت قرار دارد و براساس سرشماری مرکز آمار ایران در سال ۱۳۸۵، جمعیت آن ۱٬۲۷۰ نفر (۳۶۱خانوار) بوده‌است.